# کیناشی سی‌ایچیرو
کیناشی سی‌ایچیرو (به ژاپنی: 木梨精一郎)؛ ۱۸۴۵ – ۲۶ آوریل ۱۹۱۰) در اواخر دوره ادو و اوایل دوره میجی عضو هیئت دولت و سیاست‌مدار اهل ژاپن بود.